# هيبيكي ناغاي
هيبيكي ناغاي (باليابانية: 長井響) هو لاعب كرة قدم ياباني، ولد في 29 يناير 2000 في إهيمه في اليابان.

## وصلات خارجية
- هيبيكي ناغاي على موقع رابطة كرة القدم اليابانية للمحترفين (اليابانية)
- هيبيكي ناغاي على موقع قاعدة بيانات كرة القدم.إي يو (الإنجليزية)
- هيبيكي ناغاي على موقع Soccerway.com (الإنجليزية)